# Љубо (име)
Љубо је јужнословенско мушко име. Значење имена долази од глагола љубити. Познати људи са именом укључују:
- Љубо Бабић (1890–1974), хрватски сликар
- Љубо Бенчић (1905–1992), хрватски и југословенски фудбалер
- Љубо Чупић (1913–1942), црногорски комуниста и ратни херој
- Љубо Савић (1958–2000), српски војни командант и политичар
- Љубо Милош (1919–1948), хрватски званичник из Другог светског рата и командант концентрационог логора Јасеновац. Стрељан због ратних злочина